# Unsoare siliconică
Unsoarea siliconică este o unsoare translucidă, hidrofobă, inodoră, neinflamabilă, cu o textură păstoasă, volatilitate extrem de scăzută, nepericuloasă pentru sănătatea umană sau pentru mediu (chiar dacă este nebiodegradabilă). 
Este realizată prin combinarea unui ulei siliconic, polidimetilsiloxanul (Me2OSi)n, cu un agent de îngroșare (silice amorfă micronizată). Proprietățile unsorii siliconice se pot ajusta în funcție de raportul celor două componente. Unsori siliconice mai specializate sunt fabricate din silicon fluorurat sau, pentru aplicații care necesită temperaturi scăzute, unele grupări metil din polidimetilsiloxan sunt înlocuite cu grupări fenil. Pentru aplicații alimentare, agentul de îngroșare este stearatul de calciu. Pentru aplicații care implică substanțe foarte reactive agentul de îngroșare este teflonul sub formă de pulbere. 
Prezintă o solubilitate foarte scăzută în apă, majoritatea alcoolilor, amidelor disubstituite, sulfoxizi, o bună solubilitate în hidrocarburi, compuși halogenați și eteri și solubilitate mare în anumite amine secundare și terțiare.

## Aplicații

### Aplicații în industrie
Unsoarea siliconă este frecvent utilizată pentru lubrifierea și conservarea pieselor din cauciuc. În plus, unsoarea siliconă nu produce umflarea sau înmuierea cauciucului, probleme care pot apărea atunci când sunt folosite unsori pe bază de hidrocarburi. Unsoarea siliconă acționează de asemenea precum un inhibitor de coroziune sau lubrifiant (în scopuri care necesită un lubrifiant mai consistent). În timpul iernii, se utilizează pentru lubrifierea garniturilor de cauciuc pe ușile mașinilor, pentru a preveni montarea garniturilor la uși.

### Aplicații în laboratorul chimic
În laborator este folosită pentru a unge imbinările aparaturii de laborator din sticlă fiind utilă în cazul manipulării în condiții de siguranță a compușilor sensibili la aer și/sau umiditate.
Deși în mod normal unsoare siliconică se consideră chimic inertă, mai mulți compuși rezultați în urma unor reacții nedorite dintre aceasta și diferiți reactanți au fost descriși în literature de specialitate.